# Thor Hushovd
Thor Hushovd (uitspraak: huus-hovd; 18 januari 1978) is een Noors voormalig wielrenner uit Grimstad. Hij stond bekend om zijn krachtige sprint en zijn capaciteiten als allrounder.

## Carrière

### Jeugd
Al van bij de jeugd bleek dat Thor Hushovd een enorm potentieel had. Zo werd hij in 1995 als eerstejaars junior Noors kampioen individuele tijdrit in deze categorie. Een jaar later prolongeerde hij deze titel, en won hij ook nog de wegrit.
In 1998 volgde dan zijn grote doorbraak. In mei van dat jaar reed hij in de Parijs-Roubaix voor beloften iedereen naar huis: hij versloeg de Belg Geoffrey Demeyere en Moris Sammassimo uit Italië. In oktober reed hij als voorbereiding op het nakende Wereldkampioenschap Parijs-Tours voor beloften, deze wedstrijd wist hij ook te winnen. Op het WK, dat in het Nederlandse Valkenburg verreden werd, startte hij zowel in de tijd- als wegrit. In de wegrit wist Ivan Basso het peloton uiteindelijk 16 seconden voor te blijven. In de spurt om de tweede plaats moest Hushovd Rinaldo Nocentini, Danilo Di Luca en Aljaksandr Oesaw laten voorgaan, en werd dus vijfde. In de tijdrit over bijna 32 kilometer duldde Hushovd echter geen tegenstand: hij reed er zijn dichtste belager Frédéric Finot uit Frankrijk op net geen 4 seconden (43:19.84 om 43:23.35). Dit was voor de Noren het eerste WK-goud bij de mannen.

### Crédit Agricole
Zijn uitstekende resultaten in de jeugdreeksen leidde tot veel interesse van grote wielerploegen. Zo mocht Hushovd vanaf 1 september 1999 een stage lopen bij het Franse topteam Crédit Agricole. Eerder dat jaar had hij al etappes gewonnen in de Ronde van Zweden en in de Ringerike GP, in deze laatstgenoemde won hij ook het eindklassement, net als in de Ronde van Loir-et-Cher. Door al deze goede resultaten kreeg Thor Hushovd vanaf 2000 een profcontract bij Crédit Agricole, hij werd toen net 22.
Voor het seizoen 2000 verhuisde hij naar Frankrijk, waardoor hij Frans leerde spreken. Nadat hij drie etappes won in de Ringerike GP, een kleine rittenkoers in zijn thuisland, eindigde hij als tweede in het eindklassement achter de Pool Arkadiusz Wojtas. Verder won hij nog ritten in de Ronde van de Oise en de Ronde van de Ain. Op het Wereldkampioenschap van dat jaar eindigde hij 22ste in de tijdrit, op 4 minuten en 8 seconden achter de Oekraïner Serhij Hontsjar. In de wegrit eindigde hij pas als 109de op 16 minuten van de Letse winnaar Romāns Vainšteins.
In 2001 begon Hushovd zijn seizoen goed met drie ritzeges en de eindoverwinning in de Ronde van Normandië. Ook in de Ronde van Zweden won hij twee etappes en het eindklassement met amper 17 seconden voorsprong op zijn ploeggenoot Stuart O'Grady. Eind juni begon hij aan zijn eerste grote ronde: de Ronde van Frankrijk. In de vijfde etappe won hij samen met Bobby Julich, Jens Voigt, Jonathan Vaughters, Frédéric Bessy en Stuart O'Grady de ploegentijdrit. Tijdens de twaalfde etappe gaf hij op. In Parijs-Tours eindigde hij dat jaar vierde op twee seconden van winnaar Richard Virenque.
2002 begon voor Thor Hushovd aarzelend, het was wachten op zijn eerste zege tot in de Ronde van Frankrijk. Hij was al drie keer in de top tien geëindigd en schreef uiteindelijk de achttiende etappe naar Bourg-en-Bresse op zijn naam, door zijn medevluchters Christophe Mengin uit Frankrijk en de Deen Jakob Piil in de spurt te verslaan. Na Dag Otto Lauritzen (1987) was Hushovd pas de tweede Noor in de geschiedenis die een etappe in de Ronde van Frankrijk won. Hierna werd hij voor het eerst tijdritkampioen van Noorwegen bij de elite, voor Steffen Kjærgaard en Bjørnar Vestøl.
Het seizoen 2003 was wat mager voor Hushovd: hij won enkel een etappe in de Ronde van Castilië en León in april en in juni ook nog eentje in de Dauphiné Libéré. In het najaar won hij ook zijn eerste wedstrijd in België: de GP Jef Scherens te Leuven.
2004 was een boerenjaar voor de sterke Noor. Na meerdere overwinningen in het voorjaar werd hij in juni tweemaal kampioen van Noorwegen: hij pakte zijn tweede titel in het tijdrijden en won voor het eerst in de wegrit. In de Ronde van Frankrijk veroverde Hushovd in de eerste etappe meteen de groene trui. In de tweede etappe vergaarde hij dankzij bonificatieseconden ook de gele trui, als eerste Noor in de geschiedenis. Beide truien moest hij later echter weer inleveren. Wel maakte hij tot Parijs kans op de groene trui en werd hij na Robbie McEwen uiteindelijk tweede in dit puntenklassement. In zijn Noorse kampioenentrui won Hushovd in die Tour wel de achtste etappe naar Quimper, door de Luxemburger Kim Kirchen, die zich in de laatste honderden meters wat van het peloton afgescheiden had, net op tijd te kloppen.
In het voorjaar van 2005 werd Hushovd derde in [Milaan-San Remo en negende in Parijs-Roubaix. In de twaalfde rit van de Tour van 2005 veroverde hij weer de groene trui na opgave van Tom Boonen. Deze keer ging de strijd om het puntenklassement tot de laatste dag tussen Hushovd, opnieuw McEwen en diens landgenoot Stuart O'Grady. De traditionele massasprint tijdens de laatste rit op de Champs-Élysées in Parijs bleef echter uit, want Aleksandr Vinokoerov wist op indrukwekkende wijze uit handen van het peloton te blijven, zodat Thor het groen - weliswaar zonder etappewinst - definitief mocht behouden.
In het voorjaar van 2006 won Hushovd Gent-Wevelgem, na een massasprint waarin hij David Kopp en Alessandro Petacchi klopte. In de Tour van 2006 won Hushovd zowel de proloog als de laatste etappe in Parijs, wat een primeur was. Tijdens de massaspurt op de Champs-Élysées koos hij het wiel van McEwen, de drager en uiteindelijk winnaar van de groene trui, en klopte hem in een rechtstreeks duel.
In de Tour van 2007 won Hushovd de vierde etappe na een massaspurt met de Zuid-Afrikaan Robert Hunter. In de Tour van 2008 won hij de tweede etappe, na opnieuw een massaspurt, waarbij hij op het juiste moment uit het wiel van zijn gangmaker Mark Renshaw sprong en op de streep Kim Kirchen afhield.

### Cervélo
In januari 2009 besloot Hushovd - na enkele jaren in Zwitserland te hebben gewoond - naar Monaco te verhuizen, waar het klimaat er wielrenners gunstiger gezind is. Ook stapte hij over naar een andere wielerploeg, namelijk het Zwitserse Cervélo. In zowel Milaan-San Remo als Parijs-Roubaix eindigde hij als derde op het podium. In de Tour van 2009 won Hushovd voor de tweede keer in zijn carrière de groene trui, ditmaal voor topfavoriet Mark Cavendish, die wel zes ritten won. Onder andere tijdens een bergrit trok Hushovd ten aanval en sprokkelde onderweg voldoende punten om Cavendish af te houden; verder sleepte hij de zesde etappe in de wacht, door in de massaspurt Óscar Freire nog net te kloppen.
In het voorjaarsseizoen van 2010 eindigde Hushovd zesde in Milaan-San Remo en tweede in Parijs-Roubaix. Toen Hushovd in mei 2010 op training in Italië zijn linkersleutelbeen brak, kwam zijn deelname aan de Ronde van Frankrijk even in het gedrang. Uiteindelijk startte hij er alsnog. In de derde etappe, een door velen vooraf gevreesde kasseienrit ("een mini-Roubaix", aldus Hushovd), was hij in de spurt vijf medevluchters, onder wie Fabian Cancellara, Cadel Evans en Andy Schleck te snel af; na de rit mocht hij zijn Noorse kampioenentrui inwisselen voor de groene puntentrui. Na de elfde rit, die Cavendish won, stond Hushovd het groen af aan Alessandro Petacchi. In de twaalfde etappe, een heuvelrit, reed hij met een kopgroep mee vooruit, waardoor hij in de tussensprints genoeg punten pakte om de groene trui weer over te nemen van Petacchi, die het kleinood een dag later echter heroverde. Met een tiende plaats in de zestiende etappe, de koninginnenrit van de Pyreneeën met aankomst in Pau, haalde Hushovd zes punten en nog eens de groene trui binnen, om deze kort daarop voor de derde keer en ditmaal definitief aan Petacchi af te staan.
Op 3 oktober 2010 werd Hushovd wereldkampioen op de weg tijdens het WK wielrennen in Geelong in Australië. In de laatste ronde van een koers van 260 kilometer raakte de Belg Philippe Gilbert alleen voorop, maar kon door het peloton teruggehaald worden, waarna Hushovd met krachtige halen de massaspurt voor de Deen Matti Breschel en thuisrijder Allan Davis won. Hushovd was de eerste Noor in de geschiedenis die de wegrit bij de elite op zijn naam schreef.

### Garmin-Cervélo
Vanaf 2011 kwam de Noor uit voor de Amerikaanse ploeg Team Garmin-Cervélo. In januari werd hij door de Noorse sportpers tot sporter van het jaar 2010 gekroond. De zogeheten vloek van de regenboogtrui trof ook Hushovd, die in het voorjaar met ademhalingsproblemen sukkelde. Het grote doel was Parijs-Roubaix, maar mede door de ploegtactiek kon hij niet deelnemen aan de achtervolging op zijn ploegmaat en latere winnaar Johan Vansummeren, waardoor hij op een enigszins ontgoochelende achtste plaats eindigde.
Na acht maanden won hij dan toch voor het eerst in de regenboogtrui en wel na een taaie spurt in de vierde rit in de Ronde van Zwitserland, waarbij hij Peter Sagan, de winnaar van de vorige rit, in de laatste meters nog net inhaalde. In de Tour van 2011 veroverde Hushovd na de tweede etappe de gele leiderstrui, nadat zijn ploeg Garmin de ploegentijdrit gedomineerd had, waarna Hushovd als best geklasseerde renner - daags voordien was hij als derde geëindigd, na Philippe Gilbert en Cadel Evans - de gele trui van Gilbert overnam. Ondanks het dragen van de gele trui en twee voorgaande eindoverwinningen in het puntenklassement schikte hij zich de volgende etappe naar de teamorders en zette op 4 juli (de Amerikaanse nationale feestdag) zijn Amerikaanse ploegmaat Tyler Farrar op 150 meter van de meet perfect af, zodat deze in een massasprint zijn eerste etappezege in de Tour in de wacht kon slepen. Na zeven dagen de gele trui te hebben verdedigd, moest Hushovd deze na de negende rit aan Thomas Voeckler afstaan. Zijn mooiste triomf in een Tourrit haalde hij tijdens de dertiende etappe naar Lourdes: op de legendarische Col d'Aubisque viel hij als eerste uit de groep vroege vluchters aan en in de afdaling maakte hij - met David Moncoutié in zijn wiel - de twee minuten achterstand op Jérémy Roy goed; op drie kilometer van het einde schudde hij eerst Moncoutié af en trok ineens fel door tot bij Roy, die hij haast meteen ter plaatse liet. Hushovd won de bergrit en was de eerste regerend wereldkampioen die een Touretappe won sinds Óscar Freire in 2002. Enkele dagen later, tijdens de heuvelachtige zestiende etappe in de Alpen, zat hij opnieuw mee in de juiste ontsnapping; in de beklimming van de Col de Manse stuurde Hushovd zijn teamgenoot Ryder Hesjedal voorop, waarop zijn landgenoot Edvald Boasson Hagen de achtervolging inzette en Hushovd met hem meeglipte en niet overpakte. In de afdaling kwam het trio samen en toen in de straten van Gap Hesjedal de spurtdans inleidde, kwam Hushovd op het gepaste moment uit Boasson Hagens wiel. Achteraf zei Hushovd: "Het leek wel een Noors kampioenschap".
Hushovd stopte in 2014 met zijn actieve wielercarrière.

## Palmares

### Overwinningen

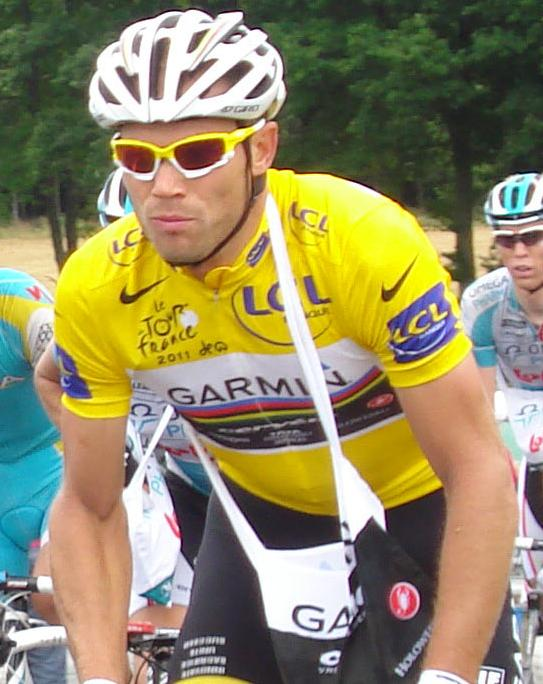
Thor Hushovd in de gele trui tijdens de Ronde van Frankrijk 2011.

1999 - 7 zeges
2e, 4e en 5e etappe Ringerike GP
 Eindklassement Ringerike GP
5e etappe Ronde van Zweden
Mi-Août en Bretagne - Prix des Falaises
Mi-Août en Bretagne - Prix du Léon
2000 - 5 zeges
3e, 4e en 5e etappe Ringerike GP
1e etappe Ronde van de Oise
Proloog Ronde van de Ain
2001 - 9 zeges
Proloog, 1e en 4e etappe Ronde van Normandië
  Eind- en Puntenklassement Ronde van Normandië
1e A (ITT) en 3e etappe Ronde van Zweden
  Eind- en puntenklassement Ronde van Zweden
5e etappe Ronde van Frankrijk (TTT)
 Eindklassement Parijs-Corrèze
2002 - 3 zeges
18e etappe Ronde van Frankrijk
 Noors kampioenschap, tijdrit
2e etappe Ronde van de Ain
 Puntenklassement Ronde van Poitou-Charentes
2003 - 3 zeges
1e etappe Ronde van Castilië en León
2e etappe Critérium du Dauphiné Libéré
GP Jef Scherens
2004 - 10 zeges
3e etappe Ster van Bessèges
Classic Haribo
GP Denain
Ronde van Vendée
1e en 2e etappe Grand Prix du Midi Libre
 Puntenklassement Grand Prix du Midi Libre
1e etappe Critérium du Dauphiné Libéré
 Noors kampioenschap, tijdrit
 Noors kampioenschap, wegwedstrijd
8e etappe Ronde van Frankrijk
2005 - 6 zeges
1e etappe Vierdaagse van Duinkerke
 Puntenklassement Vierdaagse van Duinkerke
7e etappe Ronde van Catalonië
 Puntenklassement Ronde van Catalonië
1e etappe Critérium du Dauphiné Libéré
 Noors kampioenschap, tijdrit
- Puntenklassement Ronde van Frankrijk

4e etappe Ronde van de Limousin
5e etappe Ronde van Spanje
2006 - 7 zeges
4e etappe Tirreno-Adriatico
Gent-Wevelgem
 Puntenklassement Vierdaagse van Duinkerke
3e etappe Ronde van Catalonië
 Puntenklassement Ronde van Catalonië
7e etappe Critérium du Dauphiné Libéré
Proloog en 20e etappe Ronde van Frankrijk
6e etappe Ronde van Spanje
 Puntenklassement Ronde van Spanje
2007 - 2 zeges
7e etappe Ronde van Italië (na schrapping Petacchi)
4e etappe Ronde van Frankrijk
2008 - 6 zeges
1e etappe Ronde van de Middellandse Zee
 Puntenklassement Ronde van de Middellandse Zee
Proloog Parijs-Nice
 Puntenklassement Parijs-Nice
6e etappe Vierdaagse van Duinkerke
Proloog en 1e etappe Ronde van Catalonië
 Puntenklassement Ronde van Catalonië
2e etappe Ronde van Frankrijk
2009 - 7 zeges
3e etappe Ronde van Californië
Omloop Het Nieuwsblad
Proloog en 6e etappe Ronde van Catalonië
6e etappe Ronde van Frankrijk
 Puntenklassement Ronde van Frankrijk
4e etappe Ronde van Poitou-Charentes
3e etappe Ronde van Missouri
 Puntenklassement Ronde van Missouri
2010 - 5 zeges
 Noors kampioenschap, wegwedstrijd
3e etappe Ronde van Frankrijk
6e etappe Ronde van Spanje
 Wereldkampioenschap, wegwedstrijd
Trofeo Città di Borgomanero (KTT)
2011 - 5 zeges
4e etappe Ronde van Zwitserland
2e (TTT), 13e en 16e etappe Ronde van Frankrijk
4e etappe Ronde van Groot-Brittannië
2013 - 9 zeges
1e etappe Ronde van de Haut-Var
 Noors kampioenschap, wegwedstrijd
3e etappe Ronde van Oostenrijk
3e en 5e etappe Ronde van Polen
2e en 4e etappe Arctic Race of Norway
  Eind- en puntenklassement Arctic Race of Norway
1e etappe Ronde van Peking

### Resultaten in voornaamste wedstrijden
| Jaar | Ronde van Italië | Ronde van Frankrijk | Ronde van Spanje |
| ---- | ---------------- | ------------------- | ---------------- |
| 2000 |                  |                     |                  |
| 2001 |                  | opgave (1**)        |                  |
| 2002 |                  | 112e (1)            |                  |
| 2003 |                  | 118e                |                  |
| 2004 |                  | 104e (1)            |                  |
| 2005 |                  | 116e                | opgave (1)       |
| 2006 |                  | 120e (2)            | 82e (1)          |
| 2007 | opgave (1)       | 139e (1)            |                  |
| 2008 |                  | 99e (1)             |                  |
| 2009 |                  | 106e (1)            |                  |
| 2010 |                  | 111e (1)            | opgave (1)       |
| 2011 |                  | 68e (3**)           |                  |
| 2012 | opgave           |                     |                  |
| 2013 |                  |                     |                  |
| 2014 |                  |                     |                  |

| Jaar | Milaan-San Remo | Gent-Wevelgem | Ronde van Vlaanderen | Parijs-Roubaix | Omloop Het Nieuwsblad | Parijs-Tours | Bretagne Classic |  | WK op de weg |  | Wereldranglijsten |
| ---- | --------------- | ------------- | -------------------- | -------------- | --------------------- | ------------ | ---------------- |  | ------------ |  | ----------------- |
| 2000 |                 |               |                      | 63e            |                       | 75e          |                  |  | 109e         |  |                   |
| 2001 | 48e             | 11e           | 46e                  | opgave         | 51e                   | 4e           |                  |  |              |  | 24e (UWB)         |
| 2002 | 73e             | 70e           | 81e                  | 33e            | 18e                   | 28e          |                  |  | 142e         |  | 45e (UWB)         |
| 2003 |                 |               |                      |                | 38e                   |              | 10e              |  |              |  |                   |
| 2004 |                 |               | 38e                  | 17e            |                       |              |                  |  |              |  |                   |
| 2005 | ↑               | 5e            | 31e                  | 9e             |                       | 23e          |                  |  | 115e         |  | 34e (UPT)         |
| 2006 | 13e             | ↑             | 14e                  |                | 12e                   | 4e           |                  |  | 112e         |  | 11e (UPT)         |
| 2007 |                 | 11e           | 60e                  | 43e            |                       | 8e           | ↑                |  | 19e          |  | 31e (UPT)         |
| 2008 | 9e              | 15e           | 27e                  | opgave         | ↑                     |              |                  |  |              |  | 72e (UPT)         |
| 2009 | ↑               |               |                      | ↑              | ↑                     |              |                  |  |              |  | 17e (UWK)         |
| 2010 | 6e              |               | 57e                  | ↑              | 32e                   |              |                  |  | ↑            |  | 28e (UWK)         |
| 2011 | 127e            | 70e           | 53e                  | 8e             | 33e                   |              | 4e               |  | 170e         |  | 36e (UWT)         |
| 2012 |                 | 48e           | 55e                  | 14e            | 29e                   |              |                  |  |              |  | 227e (UWT)        |
| 2013 | opgave          | 17e           | opgave               | 35e            | 77e                   |              | 6e               |  | opgave       |  | 85e (UWT)         |
| 2014 | 56e             | 9e            | 90e                  | 19e            |                       |              |                  |  |              |  | 145e (UWT)        |

## Ploegen
- 1999-Crédit Agricole (stagiair)
- 2000-Crédit Agricole
- 2001-Crédit Agricole
- 2002-Crédit Agricole
- 2003-Crédit Agricole
- 2004-Crédit Agricole
- 2005-Crédit Agricole
- 2006-Crédit Agricole
- 2007-Crédit Agricole
- 2008-Crédit Agricole
- 2009-Cervélo TestTeam
- 2010-Cervélo TestTeam
- 2011-Team Garmin-Cervélo
- 2012-BMC Racing Team
- 2013-BMC Racing Team
- 2014-BMC Racing Team